# Et s'il fallait le faire
Et s'il fallait le faire (Och om det måste göras) är en låt av den franska sångerskan Patricia Kaas och den första singeln från hennes nya album Kabaret. Sången var också Frankrikes officiella bidrag i Eurovision Song Contest 2009, som hölls i Moskva. Låten är skriven och komponerad av Anse Lazio och Fred Blondin.
Sången släpptes den 1 februari 2009.